# Adolf von Harnack

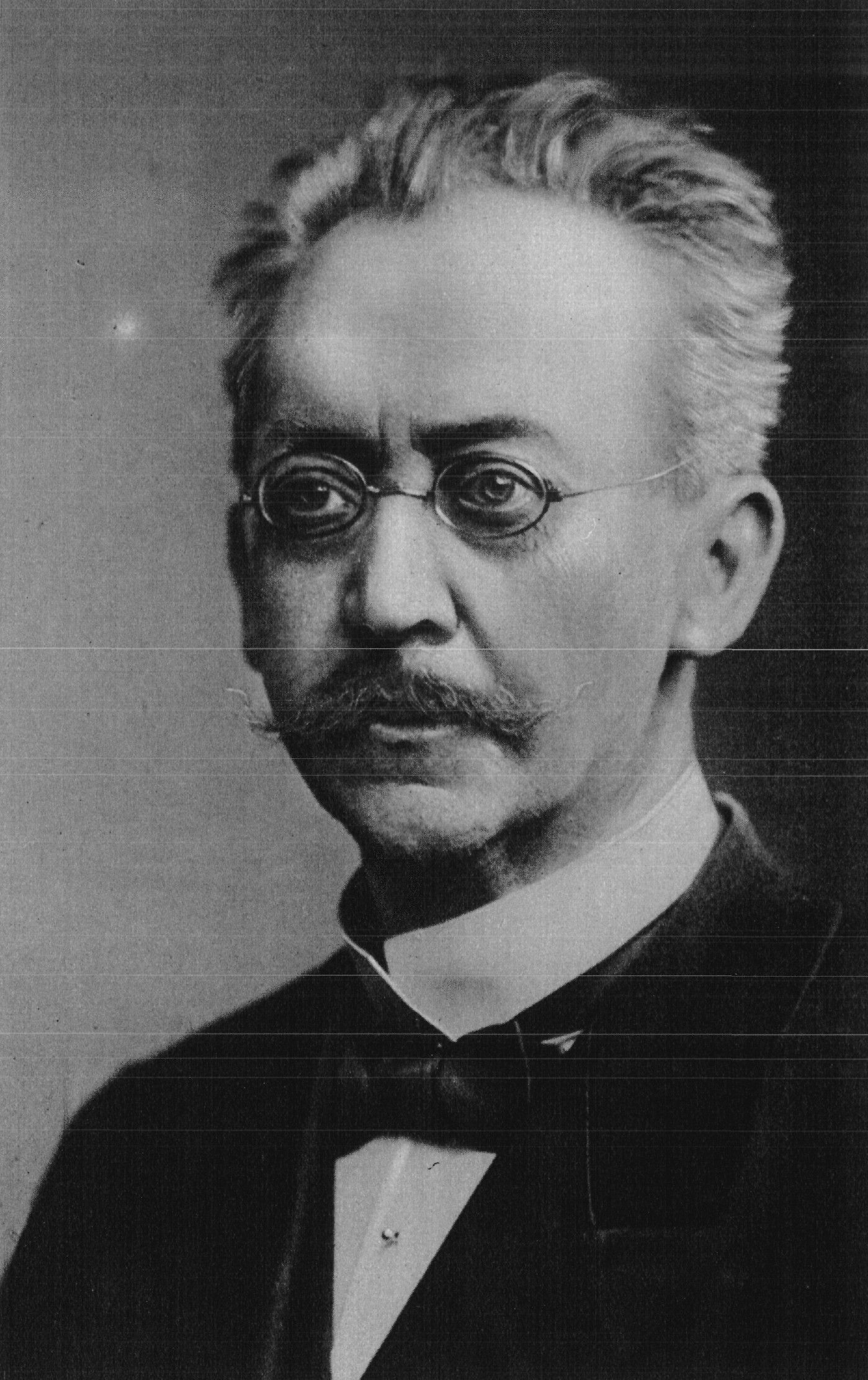
Adolf von Harnack

Karl Gustav Adolf (sinds 1914 von) Harnack (Tartu, 7 mei 1851 — Heidelberg, 10 juni 1930) was een Duitse theoloog en kerkhistoricus.

## Levensloop
Hij werd geboren in Tartu (destijds Dorpat) in Lijfland (destijds een provincie van Rusland, nu in Estland) waar zijn vader Theodosius Harnack een professoraat in de pastorale theologie bekleedde. Zijn tweelingbroer, de wiskundige Axel Harnack, overleed reeds op jonge leeftijd.
Adolf Harnack studeerde kerkhistorie aan de plaatselijke Universiteit van Dorpat (1869-1872) en aan de Universiteit Leipzig, waar hij promoveerde. Spoedig daarna (1874) begon hij als privédocent lessen te geven. Deze lessen, waarin bijzondere onderwerpen werden behandeld zoals gnostiek en de apocalyps, trokken veel aandacht en in 1876 kreeg hij een aanstelling als buitengewoon hoogleraar. In datzelfde jaar begon hij samen met Oscar Leopold von Gebhardt en Theodor Zahn met de publicatie van een editie van de werken van de Apostolische Vaders, Patrum apostolicorum opera, waarvan in 1877 een verkorte editie verscheen.
Drie jaar later werd hij gevraagd als hoogleraar kerkgeschiedenis aan de universiteit van Gießen. Daar werkte hij samen met Oscar von Gebhardt aan Texte und untersuchungen zur Geschichte der altchristlichen Litteratur (vanaf 1882), een onregelmatig verschijnend periodiek met enkel essays over het Nieuwe Testament en de patristiek. In 1881 publiceerde hij een werk over het kloosterwezen, Das Mönchtum - seine Ideale und seine Geschichte (vijfde editie, 1900) en werd samen met Emil Schürer co-redacteur van de Theologische Literaturzeitung.
In 1885 publiceerde hij het eerste deel van zijn Lehrbuch der Dogmengeschichte (derde editie in drie delen 1894-1898). In dit werk beschrijft Harnack de opkomst van het dogma, waaronder hij het gezaghebbende doctrinaire systeem uit de vierde eeuw verstaat evenals de ontwikkeling hiervan tot en met de Reformatie. Hij was van mening dat het christendom in zijn vroegste ontwikkelingsfase zozeer verstrengeld was geraakt met de Griekse filosofie dat veel zaken die niet wezenlijk zijn voor het christendom in het uiteindelijke systeem waren terechtgekomen. Daarom zouden protestanten niet alleen vrij moeten zijn om het te bekritiseren, maar zelfs hiertoe verplicht zijn; voor een protestant kan er geen dogma bestaan. Een verkorte uitgave verscheen in 1889 met als titel Grundriss der Dogmengeschichte (derde ed. 1898).
In 1886 werd Harnack naar Marburg geroepen en in 1888 naar Berlijn, ondanks hevig verzet van de conservatieve kerkelijke autoriteiten. In 1890 werd hij lid van de Pruisische Akademie van Wetenschappen. In Berlijn werd hij, tegen zijn zin, betrokken bij een controverse over de Apostolische geloofsbelijdenis, waarin de tegenstellingen binnen de Pruisische Kerk tot uiting kwamen. Het standpunt van Harnack was dat deze geloofsbelijdenis zowel te veel als te weinig inhield om een bevredigende toets te zijn voor de kandidaten voor de ordinantie. Hij gaf de voorkeur aan een kortere geloofsbelijdenis die strikt van iedereen kan worden verlangd (vergelijk zijn Das Apostolische Glaubensbekenntnis. Ein geschichtlicher Bericht nebst einer Einleitung und einem Nachwort, 1892).
In Berlijn ging Harnack door met schrijven. In 1893 publiceerde hij een geschiedenis van de vroegchristelijke literatuur tot aan Eusebius van Caesarea, Geschichte der altkirchlichen Literatur bis Eusebius (deel 2 uit 5 delen, 1897) en in 1900 verschenen zijn populaire lezingen, Das Wesen des Christentums (vijfde ed., 1901). Een van zijn latere historische werken, Die Mission und Ausbreitung des Christentums in den ersten drei Jahrhunderten (1902) werd gevolgd door enkele belangrijke studies van het Nieuwe Testament (Beitrage zur Einleitung in das neue Testament, 1906).
Harnack was een van de meest productieve en meest stimulerende onder de kritische theologen. Hij leidde in zijn "Seminar" een hele generatie leraren op, die zijn ideeën en methoden over heel Duitsland en verder verspreidden. Hij onderscheidde zich doordat hij absolute vrijheid opeiste bij het bestuderen van de kerkgeschiedenis en het Nieuwe Testament; doordat hij de speculatieve theologie wantrouwde of ze nu orthodox of liberaal is; door zijn belangstelling voor het praktische christendom zoals het geleefd wordt en niet als theologisch systeem. 
Hij was oprichter van het Evangelisch-sociaal Congres, directeur van de Pruisische Staatsbibliotheek en president van de Kaiser Wilhelm-Gesellschaft zur Förderung der Wissenschaft (nu de Max-Planck-Gesellschaft). Enkele van zijn voordrachten over sociale onderwerpen werden uitgegeven onder de titel "Essays over het Sociale Evangelie" (1907).
Een van zijn meest beklijvende bijdragen was zijn Sprüche und Reden Jesu (Leipzig 1907), dat een allereerste gedetailleerde reconstructie van en commentaar op het Q evangelie is. In 1914 kreeg hij door keizer Wilhelm een erfelijke adellijke titel toegewezen.